# Manuele Boaro
Manuele Boaro (Bassano del Grappa, 12 maart 1987) is een Italiaans voormalig wielrenner die in 2023 zijn carrière afsloot bij Astana Qazaqstan Team. Na zijn actieve carrière werd hij ploegleider bij JCL Team UKYO.

## Carrière

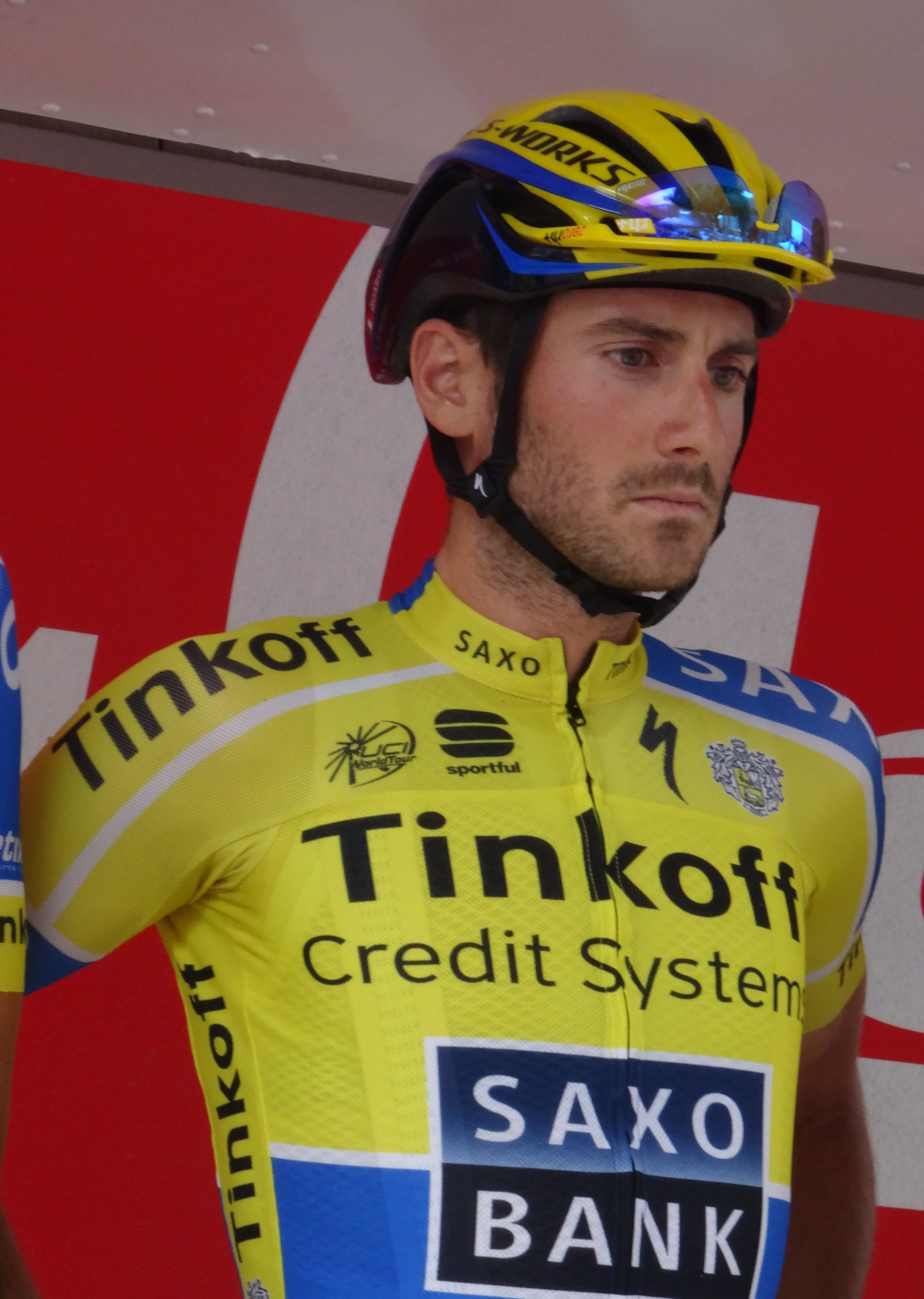
Boaro in 2014

In 2005 werd Boaro nationaal kampioen tijdrijden bij de junioren. Een jaar eerder was hij al derde geworden. De twee daaropvolgende jaren werd hij tweede op het nationale kampioenschap tijdrijden bij de beloften. In 2011 werd Boaro prof bij Saxo Bank Sungard, na een jaar eerder al stage te hebben gelopen bij CarmioOro NGC. In zijn eerste seizoen bij de Deense formatie werd hij onder meer tweede in het nationaal kampioenschap tijdrijden, zeven seconden achter winnaar Adriano Malori. Zijn seizoen sloot hij af met de Ronde van Lombardije, die hij niet uitreed.
Zijn eerste profzege behaalde Boaro in 2014, toen hij namens Tinkoff-Saxo de derde rit in de Ronde van Denemarken won.
Na zijn carrière als wielrenner ging hij aan de slag als ploegleider, bij JCL Team UKYO. Zijn debuut in de ploegleidersauto maakte hij in de AlUla Tour, waar zijn pupil Matteo Malucelli in de eerste etappe naar de zevende plek sprintte.

## Overwinningen
2004
3e etappe deel B Tre Ciclistica Bresciana, Junioren
2005
 Italiaans kampioen tijdrijden, Junioren
3e etappe deel B Tre Ciclistica Bresciana, Junioren
2007
GP della Liberazione, Beloften
1e etappe GP Tell
3e etappe Ronde van Toscane, Beloften
2008
Trofeo ZSŠDI
2009
Memorial Davide Fardelli
2010
Trofeo Città di Brescia
2013
Bergklassement Ronde van de Algarve
2014
3e etappe Ronde van Denemarken
2015
4e etappe Ronde van de Sarthe
2018
5e etappe Ronde van Kroatië

## Resultaten in voornaamste wedstrijden
| Jaar | Ronde van Italië | Ronde van Frankrijk | Ronde van Spanje |
| ---- | ---------------- | ------------------- | ---------------- |
| 2011 |                  |                     |                  |
| 2012 | 131e             |                     |                  |
| 2013 | 100e             |                     |                  |
| 2014 |                  |                     |                  |
| 2015 | 96e              |                     |                  |
| 2016 | 46e              |                     | 147e             |
| 2017 | 74e              |                     | 116e             |
| 2018 | 75e              |                     |                  |
| 2019 | 90e              |                     | 128e             |
| 2020 | opgave           |                     |                  |
| 2021 |                  |                     |                  |
| 2022 |                  |                     |                  |

| Jaar | Milaan-San Remo | Gent-Wevelgem | Ronde van Vlaanderen | Parijs-Roubaix | Amstel Gold Race | Luik-Bast.‑Luik | Ronde van Lombardije | Waalse Pijl |  | Wereldranglijsten |
| ---- | --------------- | ------------- | -------------------- | -------------- | ---------------- | --------------- | -------------------- | ----------- |  | ----------------- |
| 2011 |                 |               |                      |                |                  |                 | opgave               |             |  |                   |
| 2012 | 74e             |               |                      |                |                  |                 | opgave               |             |  | 205e (UWT)        |
| 2013 | opgave          |               |                      |                |                  |                 |                      |             |  |                   |
| 2014 |                 | 85e           | opgave               | opgave         |                  |                 |                      |             |  |                   |
| 2015 | 123e            |               |                      |                | 52e              | opgave          |                      | 81e         |  |                   |
| 2016 | 144e            |               |                      |                |                  |                 |                      |             |  |                   |
| 2017 | 115e            |               |                      |                |                  |                 |                      |             |  | 446e (UWT)        |
| 2018 |                 |               |                      |                |                  |                 |                      |             |  | 401e (UWT)        |
| 2019 | 97e             |               |                      |                |                  |                 |                      |             |  |                   |
| 2020 | opgave          |               |                      |                |                  |                 | opgave               |             |  |                   |
| 2021 | 124e            |               |                      |                |                  |                 | opgave               |             |  |                   |
| 2022 | 73e             | 89e           | opgave               | 97e            | 100e             |                 |                      |             |  |                   |

## Ploegen
- 2010 –  CarmioOro NGC (stagiair vanaf 1 augustus)
- 2011 –  Saxo Bank Sungard
- 2012 –  Team Saxo Bank-Tinkoff Bank[a]
- 2013 –  Team Saxo-Tinkoff
- 2014 –  Tinkoff-Saxo
- 2015 –  Tinkoff-Saxo
- 2016 –  Tinkoff
- 2017 –  Bahrain-Merida
- 2018 –  Bahrain-Merida
- 2019 –  Astana Pro Team
- 2020 –  Astana Pro Team
- 2021 –  Astana-Premier Tech
- 2022 –  Astana Qazaqstan Team
- 2023 –  Astana Qazaqstan Team

Berthou · Beuret · Ferrara · Fournet-Fayard · Genovesi · Grillo · Kocjan · Pardilla · Peruffo · Piechele · Quadranti · Raisoni · Ratti · Ratto · Sella · Tamayo · Terrenzio · Tizza · Tonti · Ventoso · Barindelli (stagiair) · Boaro (stagiair) · Tedeschi (stagiair)
Bellis · 
Boaro ·
Christensen ·
Contador ·
Cooke ·
Didier ·
J. J. Haedo ·
L. S. Haedo ·
Hoestov ·
Hernández ·
Jørgensen ·
Klostergaard ·
Larsson ·
Majka ·
Marycz ·
Mørkøv ·
Navarro ·
Noval ·
Nuyens ·
Porte ·
Roberts ·
C. A. Sørensen ·
N. Sørensen · 
Steensen ·
Tanner ·
Tosatto ·
Vandborg ·
Margaliot (stagiair)
Boaro ·
Cantwell · 
Christensen ·
Contador ·
J. J. Haedo ·
L. S. Haedo ·
Hoestov ·
Hernández ·
Juul-Jensen ·
Jørgensen ·
Klostergaard ·
Kroon ·
Lund ·
Majka ·
Margaliot ·
Marycz ·
Miyazawa ·
Mørkøv ·
Navarro ·
Noval ·
Nuyens ·
Paulinho ·
Pires ·
Roberts ·
C. A. Sørensen ·
N. Sørensen · 
Steensen ·
Tanner ·
Tosatto ·
Vinther
Bennati ·
Boaro ·
Breschel ·
Cantwell · 
Christensen ·
Contador ·
Duggan ·
Hernández ·
Juul-Jensen ·
Jørgensen ·
Kreuziger ·
Kroon ·
Kump ·
Lund ·
Majka ·
McCarthy ·
Miyazawa ·
Mørkøv ·
Noval ·
Petrov ·
Paulinho ·
Pires ·
Roche ·
Rogers ·
C. A. Sørensen ·
N. Sørensen · 
Sutherland ·
Tosatto ·
Zaugg ·
Hansen (stagiair) ·
Poljański (stagiair)
Beltrán · Bennati · Boaro · Breschel · Contador · Hansen · Hernández · Juul-Jensen · Kolář · Kreuziger · Kroon · Kump · Majka · McCarthy · Mørkøv · Paulinho · Petrov · Pires · Poljański · Roche · Rogers · Rovny · C.A. Sørensen · N. Sørensen · Sutherland · Tosatto · Troesov · Valgren · Zaugg · Guldhammer (stagiair)
Basso · Beltrán · Bennati · Boaro · Bodnar · Breschel · Broett · Contador · Hansen · Hernández · Juul-Jensen · Kišerlovski · Kolář · Kreuziger · Majka · McCarthy · Mørkøv · Paulinho · Petrov · Pires · Poljański · Rogers · Rovny · J. Sagan · P. Sagan  · Sørensen · Tosatto · Troesov · Valgren · Zaugg · Gogl (stagiair) · Großschartner (stagiair) · Tolhoek (stagiair)
Baška · Bennati · Blythe · Boaro · Bodnar · Broett · Contador · Gatto · Gogl · Hansen · Hernández · Kišerlovski · Kolář · Kreuziger · Majka · McCarthy · Paulinho · Petrov · Poljański · Rogers · Rovny · J. Sagan · P. Sagan   · Tosatto · Trofimov · Troesov · Valgren · Ballerini (stagiair) · Fortunato (stagiair) · Montagnoli (stagiair)
Agnoli · Arashiro · Boaro · Bole · Bonifazio · Božič · Brajkovič · Cink · Colbrelli · Feng · García · Gasparotto · Grmay · Haussler · Insausti · Izagirre · Moreno · Navardauskas · A. Nibali · V. Nibali · Novak · Pellizotti · Per · Pibernik · Siwtsow · Visconti · Wang · Garosio (stagiair) · Padoen (stagiair) · Toniatti (stagiair)
Agnoli · Arashiro · Boaro · Bole · Bonifazio · Božič · Colbrelli · Feng · García · Gasparotto · Haussler · G. Izagirre · J. Izagirre · Koren · Mohorič · Navardauskas · A. Nibali · V. Nibali · Novak · Padoen · Pellizotti · Per · Pernsteiner · Pibernik · Pozzovivo · Siwtsow · Visconti · Wang
Ballerini · Bilbao · Bïjigitov · Boaro · Bohórquez · Cataldo · Contreras · Cort · De Vreese · Fominykh · Fraile · Fuglsang · Gïdïç · Gregaard · Groezdev · Hirt · Houle · G. Izagirre · J. Izagirre · Kudus · Loetsenko · López · Natarov · Sánchez · Stalnov · Villella · Zacharov · Zejts
Aranburu · Bïjigitov · Boaro · Bohórquez · Contreras · De Vreese · Felline · Fominykh · Fraile · Fuglsang · Gïdïç · Gregaard · Groezdev · Houle · G. Izagirre · J. Izagirre · Kudus · Loetsenko · López · Martinelli · Natarov · Pronskïÿ · Rodríguez · Sánchez · Stalnov · Tejada · Vlasov · Zacharov
Aranburu · Battistella · Boaro · Broesenski · Contreras · de Bod · Fjodorov · Felline · Fraile · Fuglsang · Gïdïç · Gregaard · Groezdev · Houle · G. Izagirre · J. Izagirre · Kudus · Loetsenko · Martinelli · Natarov · Perry · Piccolo tot 31 mei · Pronskïÿ · Rodríguez · Romo · Sánchez · Sobrero · Stalnov · Tejada · Vlasov · Zacharov
Basso · Battistella · Boaro · Broesenski · Conti · de Bod · de la Cruz · Dombrowski · Fjodorov · Felline · Gazzoli (tot 10/8) · Gïdïç · Groezdev · Henao (tot 31/07) · López · Loetsenko · Martinelli · Moscon · Natarov · A. Nibali · V. Nibali · Nurlykhassym · Pronskïÿ · Raboesjenka · Romo · Scaroni (vanaf 28/07) · Tejada · Velasco · Zacharov · Zejts · Chzhan (stagiair) · Syritsa (stagiair)
Basso · Battistella · Boaro · Bol · Broesenski · Cavendish · Chzhan · de la Cruz · Dombrowski · Fjodorov · Felline · Garofoli · Gïdïç · Groezdev · Laas · Loetsenko · Martinelli · Moscon · Natarov · Nibali · Nurlykhassym · Pronskïÿ · Raboesjenka · Romo · Sánchez · Scaroni · Syritsa · Tejada · Velasco · Zejts